# Breitkopf & Härtel
Pour les articles homonymes, voir Breitkopf et Härtel.
Breitkopf & Härtel est une maison d'édition musicale allemande fondée en 1719 à Leipzig par Bernhard Christoph Breitkopf, la plus ancienne au monde.

## Histoire
Le nom Härtel fut rajouté lors de la reprise de la compagnie par Gottfried Christoph Härtel en 1795. En 1807, Härtel commença à fabriquer des pianos, activité qui se poursuivit jusqu'en 1870. Les pianos Breitkopf furent très prisés au XIXe siècle par des pianistes tels que Franz Liszt et Clara Schumann.

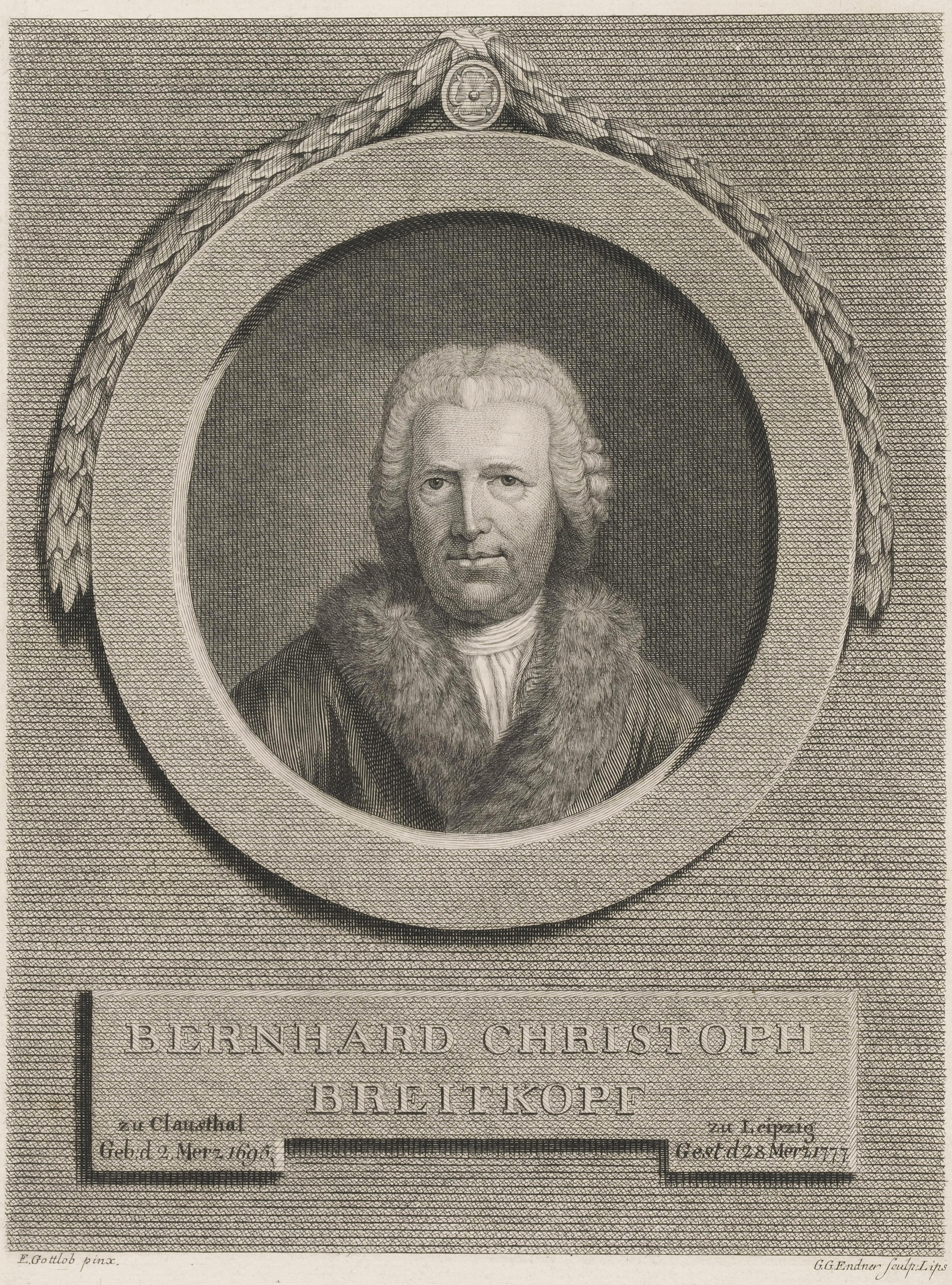
Bernhard Christoph Breitkopf.

La compagnie apporta un soutien important à ses compositeurs contemporains et collabora étroitement avec notamment Haydn, Beethoven, Mendelssohn, Schumann, Liszt, Wagner, Brahms et Chopin.
Breitkopf & Härtel a également publié la première édition des œuvres complètes de Mozart connue sous le nom de Alte Mozart-Ausgabe (ancienne édition Mozart) et une publication de référence, le catalogue Köchel des œuvres de Mozart.
Cette tradition se poursuit de nos jours, avec des compositeurs comme Nicolaus A. Huber (de), Helmut Lachenmann, Udo Zimmermann.
Le catalogue comporte actuellement plus de mille compositeurs, huit mille œuvres et quinze mille éditions musicales ou livres sur la musique.